# Oberto II de Milão
Oberto II de Milão ou Otberto (latim: Otbertus ou em italiano: Oberto, língua de que era nativo, (? - depois de 1014) foi marquês de Milão.

## Biografia
Foi um membro da família Obertenghi, tendo sucedido ao seu pai Oberto I de Milão, como marquês de Milão depois da morte deste 15 de outubro de 975. Exerceu o cargo juntamente com seu irmão Adalberto. 
Foi também conde de Milão, Genoa e Bobbio. Em 1002, juntou-se com Arduíno de Ivrea (955 - 1015), marquês de Ivrea e rei da Itália, na revolta contra o Henrique II, Sacro Imperador Romano.

## Relações familiares
Foi filho de Oberto I de Milão e de Alda do Saxe. Casou com Railend, que também havido sido casada com Siegfried de Seprio. Deste casamento teve:
1. Hugo de Milão, marquês de Milão,
2. Alberto Azzo I (? - c. 1029) conde de Milão entre 1013 e 1029,[3][4] casou com Adelaide de Lanfranc, com origem na família Lanfranc,
3. Berta de Este (980 - 1037), que se casou por duas vezes, a primeira com Arduíno de Ivrea, marquês de Ivrea, e segundas nupcias com Olderico Manfredo II de Turim, (Turim, 992 - Turim, 29 de Outubro de 1040) foi conde de Turim e marquês de Susa,[5]
4. Adalberto IV de Milão,
5. Guido de Milão,
6. Oberto III de Milão, marquês da Ligúria este.